# Ron Horton
Ron Horton (Bethesda, 1960) is een Amerikaanse jazztrompettist.

## Biografie
Horton bezocht van 1978 tot 1980 het Berklee College of Music in Boston. In 1982 kwam hij naar New York, waar hij als lid van de band van Jane Ira Bloom (1983 tot 2000) een vast bestandsdeel werd in het jazzcircuit. Daarnaast was hij sinds de formatie in 1992 lid van het New Yorkse Jazz Composers Collective en het Herbie Nichols Project onder Frank Kimbrough en Ben Allison. Van 1998 tot 2003 was hij bovendien lid van het sextet van Andrew Hill en was hij te horen op diens album Dusk (1999).
Horton werkte als sideman met Ted Nash, Allan Chase, Bill Mays, Jon Gordon, Andy Laster, Phillip Johnston, Matt Wilson, Roberta Piket, Rez Abbasi, Walter Thompson, Pete Malinverni, Jamie Baum, Bill Gerhardt, Rich Rosenzweig, John McKenna, Michael Jefry Stevens, Peggy Stern en anderen. In 1999 verscheen zijn eerste cd als orkestleider, waarna verdere volgden.
Daarnaast gaf Horton masterclasses en workshops aan The New School in New York, het New England Conservatory in Boston, de University of North Carolina en de Oxford University.

## Discografie
- 1999: Genius Envy met Jane Ira Bloom, John McKenna, Frank Kimbrough, Ben Allison, Rich Rosenzweig OmniTone Records
- 2002: Subtextures met Frank Kimbrough, Ben Allison, Matt Wilson
- 2005: Everything In a Dream met John O'Gallagher, Tony Malaby, Frank Kimbrough, Michael Sarin, Masa Kamaguchi, John Hébert,  Fresh Sound Records

- Biblioteca Nacional de España: XX4608510
- Gemeinsame Normdatei: 135459087
- International Standard Name Identifier: 0000 0001 1661 3774
- Library of Congress Control Number: no98079810
- MusicBrainz: 3722de2b-5e59-4169-ba90-4ef6844fd66f
- Virtual International Authority File: 66089853
- WorldCat: E39PBJdh7cRjGYvWrcvjV4Fh73